# Off the Grid
«Off the Grid» — пісня американського репера Каньє Веста, випущена 30 листопада 2021 року як четвертий сингл з його десятого студійного альбому Donda. У пісні звучить вокал реперів Playboi Carti та Fivio Foreign.

## Історія створення
18 липня 2020 року Каньє Вест оголосив про Donda у своєму Твіттері та опублікував трек-лист із написом «Off the Grid». У грудні стало відомо, що Каньє є виконавчим продюсером альбому Playboi Carti Whole Lotta Red, який вийшов 25 грудня 2020 року. Під час цих сесій Карті записав куплет для «Off the Grid». Фрагмент Playboi Carti просочився до мережі після того, як Вест включив пісню під час свого перебування в готелі в Бельгії в грудні. Каньє попросив Fivio Foreign прийти на стадіон Мерседес-Бенц Стедіум 5 серпня. Спочатку на пісні не було елементів дрилу, проте вони з'явились після того, як Fivio Foreign став грати Каньє свої пісні, і той запитав:« Хто спродюсував цей трек?». Репер відповів, що продюсером є Ozzy, після чого Вест попросив його прибути до Атланти. Пісня була офіційно показана 5 серпня 2021 року.

## Чарти
| Чарт (2021-2022)                            | Пікова позиція |
| ------------------------------------------- | -------------- |
| Австралія (ARIA)                            | 9              |
| Австрія (Ö3 Austria Top 75)                 | 36             |
| Канада (Canadian Hot 100)                   | 7              |
| Чехія (Singles Digitál Top 100)             | 40             |
| Данія (Tracklisten)                         | 14             |
| Франція (SNEP)                              | 44             |
| Billboard Global 200                        | 7              |
| Греція International Digital Singles (IFPI) | 21             |
| Угорщина (Stream Top 40)                    | 35             |
| Ісландія (Plötutíðindi)                     | 10             |
| Ірландія (IRMA)                             | 11             |
| Італія (FIMI)                               | 58             |
| Литва (AGATA)                               | 17             |
| Нідерланди (Mega Single Top 100)            | 38             |
| Нова Зеландія (Recorded Music NZ)           | 7              |
| Норвегія (VG-lista)                         | 22             |
| Португалія (AFP)                            | 22             |
| Словаччина (Singles Digitál Top 100)        | 21             |
| Південна Африка (RISA)                      | 5              |
| Швеція (Sverigetopplistan)                  | 30             |
| Швейцарія (Media Control AG)                | 17             |
| Велика Британія (Official Charts Company)   | 15             |
| Велика Британія (UK R&B Chart)              | 7              |
| США (Billboard Hot 100)                     | 11             |
| 3                                           |                |
| США Gospel Songs (Billboard)                | 2              |
| США (Hot R&B/Hip-Hop Songs) (Billboard)     | 4              |

| Чарт (2021)                     | Позиція |
| ------------------------------- | ------- |
| США Christian Songs (Billboard) | 11      |
| США Gospel Songs (Billboard)    | 3       |

## Сертифікації
| Регіон                                                      | Сертифікація | Продажі   |
| ----------------------------------------------------------- | ------------ | --------- |
| Канада (Music Canada)                                       | Золотий      | 40 000    |
| Велика Британія (BPI)                                       | Срібний      | 200 000   |
| США (RIAA)                                                  | Платиновий   | 1 000 000 |
| продажі+прослуховування, що базуються лише на сертифікаціях |              |           |